# سيرجيو بيرغر
سيرجيو بيرغر هو متزلج على الثلوج سويسري، ولد في 1983 في Schiers ‏ في سويسرا.

## وصلات خارجية
- سيرجيو بيرغر على موقع الاتحاد الدولي للتزلج (ركوب لوح الثلج) (الإنجليزية)
- سيرجيو بيرغر على موقع أوليمبيديا (الإنجليزية)